# Bahnstrecke Berthelsdorf–Großhartmannsdorf
| Ausschnitt der Streckenkarte Sachsen 1902 |                      |                                     |                                  |
| Streckennummer (DB): | 6616; sä. BGh        |                                     |                                  |
| Kursbuchstrecke (DB): | 515 (1997)           |                                     |                                  |
| Streckenlänge: | 11,932 km            |                                     |                                  |
| Spurweite: | 1435 mm (Normalspur) |                                     |                                  |
| Maximale Neigung: | 17 ‰                 |                                     |                                  |
| Minimaler Radius: | 200 m                |                                     |                                  |
| Streckengeschwindigkeit: | 50 km/h              |                                     |                                  |
| |                      |                                     |                                  |
| \| \| \| von Nossen \| \| \| \| 0,000 \| Berthelsdorf (Erzgeb) (Keilbahnhof) \| 449 m \| \| \| \| nach Holzhau (–Moldava) \| \| \| \| 0,896 \| Brücke Münzbach (42 m) \| Brücke Münzbach (42 m) \| \| \| 1,958 \| Hohbirker Kunstgraben \| Hohbirker Kunstgraben \| \| \| 2,060 \| Zug \| 477 m \| \| \| 2,131 \| Anst Lederwerke Zug (Hewa-Leder) \| Anst Lederwerke Zug (Hewa-Leder) \| \| \| 2,145 \| Anst NARVA \| Anst NARVA \| \| \| 2,717 \| Anst Rohrleitungsbau \| Anst Rohrleitungsbau \| \| \| \| Anst Preß- und Schmiedewerk \| \| \| \| 3,158 \| Brand-Erbisdorf \| 479 m \| \| \| \| nach Langenau (Sachs) \| \| \| \| \| \| \| \| \| 5,049 \| Anst VEB Sitzmöbel \| Anst VEB Sitzmöbel \| \| \| 5,722 \| Kohlbach-Kunstgraben \| Kohlbach-Kunstgraben \| \| \| 6,335 \| Kohlbach-Kunstgraben \| Kohlbach-Kunstgraben \| \| \| 6,468 \| Münzbach \| Münzbach \| \| \| 6,693 \| Kohlbach-Kunstgraben \| Kohlbach-Kunstgraben \| \| \| 8,770 \| Müdisdorf \| 505 m \| \| \| 11,753 \| Großhartmannsdorf \| 497 m \| \| \| \| \| \| \| Quellen: [1] \| \| \| \| |                      |                                     |                                  |
| Strecke |                      | von Nossen                          | von Nossen                       |
| Bahnhof | 0,000                | Berthelsdorf (Erzgeb) (Keilbahnhof) | 449 m                            |
| Abzweig geradeaus und nach links |                      | nach Holzhau (–Moldava)             | nach Holzhau (–Moldava)          |
| Brücke | 0,896                | Brücke Münzbach (42 m)              | Brücke Münzbach (42 m)           |
| Brücke | 1,958                | Hohbirker Kunstgraben               | Hohbirker Kunstgraben            |
| ehemaliger Haltepunkt / Haltestelle | 2,060                | Zug                                 | 477 m                            |
| Abzweig geradeaus und von rechts | 2,131                | Anst Lederwerke Zug (Hewa-Leder)    | Anst Lederwerke Zug (Hewa-Leder) |
| Abzweig geradeaus und ehemals nach rechts | 2,145                | Anst NARVA                          | Anst NARVA                       |
| Abzweig geradeaus und ehemals nach rechts | 2,717                | Anst Rohrleitungsbau                | Anst Rohrleitungsbau             |
| Abzweig geradeaus und von links |                      | Anst Preß- und Schmiedewerk         | Anst Preß- und Schmiedewerk      |
| Bahnhof | 3,158                | Brand-Erbisdorf                     | 479 m                            |
| Abzweig geradeaus und ehemals nach rechts |                      | nach Langenau (Sachs)               | nach Langenau (Sachs)            |
| |                      |                                     |                                  |
| Abzweig geradeaus und von links (Strecke außer Betrieb) | 5,049                | Anst VEB Sitzmöbel                  | Anst VEB Sitzmöbel               |
| Brücke (Strecke außer Betrieb) | 5,722                | Kohlbach-Kunstgraben                | Kohlbach-Kunstgraben             |
| Brücke (Strecke außer Betrieb) | 6,335                | Kohlbach-Kunstgraben                | Kohlbach-Kunstgraben             |
| Brücke (Strecke außer Betrieb) | 6,468                | Münzbach                            | Münzbach                         |
| Brücke (Strecke außer Betrieb) | 6,693                | Kohlbach-Kunstgraben                | Kohlbach-Kunstgraben             |
| Haltepunkt / Haltestelle (Strecke außer Betrieb) | 8,770                | Müdisdorf                           | 505 m                            |
| Kopfbahnhof Streckenende (Strecke außer Betrieb) | 11,753               | Großhartmannsdorf                   | 497 m                            |
| |                      |                                     |                                  |
| Quellen: |                      |                                     |                                  |

Die Bahnstrecke Berthelsdorf–Großhartmannsdorf ist eine Nebenbahn in Sachsen. Sie zweigt in Berthelsdorf von der Bahnstrecke Nossen–Moldau ab und führt durch den südlichen Teil des Freiberg-Brander Bergbaureviers über Brand-Erbisdorf nach Großhartmannsdorf.
Der Abschnitt Brand-Erbisdorf–Großhartmannsdorf wurde am 2. Dezember 1973 stillgelegt und später abgebaut. Auf der restlichen Strecke bis Brand-Erbisdorf wurde der planmäßige Reiseverkehr im Jahr 1998 sowie der Güterverkehr im Jahr 2012 zugunsten des Straßenverkehrs aufgegeben. Heute dient die Strecke Berthelsdorf–Brand-Erbisdorf nur noch gelegentlichen Sonderverkehren.

## Geschichte

### Vorgeschichte
Die im Süden des Freiberg-Brander Bergreviers ansässigen Bergbauunternehmen wie z. B. die bedeutenden Himmelsfürst Fundgrube bemühten sich schon recht frühzeitig um einen Anschluss an das Eisenbahnnetz. Vor allem der Versand der geförderten Erze, aber auch der Empfang der im Bergbau für die Aufbereitung der Erze benötigten Säuren war auf dem Straßenweg umständlich und teuer.
1881 beantragte ein Bahnbaukomitee beim Sächsischen Landtag den Bau einer Eisenbahnstrecke von
Berthelsdorf (Erzgeb) über Brand, Langenau (Sachs), Großhartmannsdorf, Großwaltersdorf nach Eppendorf. Die Strecke hätte die Bahnstrecke Nossen–Moldau mit der Bahnstrecke Reitzenhain–Flöha verbunden. Der Plan wurde jedoch abgelehnt.
Infolge der 1870 erfolgten Einführung der Goldwährung und des daraus resultierenden Verfalls des Silberpreises verschlechterte sich die wirtschaftliche Situation der Freiberger Silbergruben rapide. Um der Stilllegung der Gruben und der Entlassung von mehreren tausend Bergleuten entgegenzuwirken, kaufte der Staat 1886 die wichtigsten Bergwerke, um den Betrieb nach ihrer technischen Modernisierung fortzuführen. Vor diesem Hintergrund entwickelte nun der Staat selbst ein Interesse zur Schaffung eines Bahnanschlusses.
Am 22. Dezember 1887 genehmigte der Landtag die Ausführung der regelspurigen Sekundärbahnen Berthelsdorf (Erzgeb)–Großhartmannsdorf, Brand-Erbisdorf–Langenau (Sachs) sowie Freiberg–Halsbrücke. In den Erläuterungen zum Bau heißt es u. a., ... daß es im Interesse der betheiligten Ortschaften als auch in demjenigen der fiscalischen Erzgruben liegt, an Stelle, der im Jahr 1881 in Aussicht genommenen Linie zunächst den Bau einer Eisenbahn von Berthelsdorf nach Brand und von hier aus einerseits nach Großhartmannsdorf, andererseits nach Langenau zur Ausführung zu bringen.... Als Kostenrahmen waren insgesamt 3.043.000 Mark vorgesehen. Die Verordnung zum Bau und Betrieb der Strecke Berthelsdorf–Großhartmannsdorf wurde am 21. Dezember 1889 erlassen.

### Bau und Eröffnung
Im Juli 1889 begannen gleichzeitig die Bauarbeiten an der Strecke von Berthelsdorf (Erzgeb) nach Großhartmannsdorf und an der abzweigenden Trasse nach Langenau (Sachs). Da kaum größere Kunstbauten errichtet werden mussten, waren die Strecken nach einem Jahr Bauzeit fertiggestellt. Eröffnet wurde die neue Sekundärbahn am 13. Juli 1890 gemeinsam mit der abzweigenden Strecke nach Langenau (Sachs) sowie der nördlich von Freiberg gelegenen Strecke Freiberg–Halsbrücke.

### Betrieb
Der Fahrplan von 1894 wies insgesamt vier Zugpaare auf der Gesamtstrecke aus, die sämtlich von und nach Freiberg durchgebunden waren. Ein weiterer Zug ohne Rückleistung verkehrte von Brand nach Freiberg. Die Fahrzeit betrug bergwärts zwischen 51 und 53 Minuten, was einer Reisegeschwindigkeit von etwa 20 km/h entsprach. Zu einer signifikanten Verdichtung des Fahrplanes kam es dann in Regie der Deutschen Reichsbahn, als auch die Züge von und nach Langenau (Sachs) nach Freiberg durchgebunden wurden. Im Fahrplan von 1939 gab es bis zu sechs Zugpaare in der Relation Freiberg (Sachs)–Großhartmannsdorf, die durch weitere fünf in der Relation Freiberg (Sachs)–Langenau (Sachs) ergänzt wurden.
Am 2. Dezember 1973 wurde der Reiseverkehr zwischen Brand-Erbisdorf und Großhartmannsdorf zugunsten schnellerer Autobusverbindungen auf der heutigen Bundesstraße 101 aufgegeben. Im Güterverkehr wurde bis 1975 noch das Anschlussgleis des Sitzmöbelwerkes bedient, dann wurde das Gleis ab Kilometer 6,65 demontiert. Zwischen Berthelsdorf und Brand-Erbisdorf blieb die Strecke jedoch weiter für den Personen- und Güterverkehr vollumfänglich in Betrieb.
Ein letzter Höhepunkt in der Existenz der Strecke war die 100-Jahr-Feier zwischen dem 14. und 20. Juli 1990. Neben einer Fahrzeugausstellung in Brand-Erbisdorf verkehrten auch mehrere Sonderzüge, die mit Dampflokomotiven bespannt waren.
Die politische Wende im Osten Deutschlands 1989/90 führte schließlich zu einem signifikanten Einbruch bei den erbrachten Verkehrsleistungen. Am 1. Juni 1997 wurde der verbliebene Reiseverkehr der Relation Freiberg (Sachs)–Langenau (Sachs) eingestellt. Bis auf das Preß- und Schmiedewerk in Brand-Erbisdorf brachen nach und nach alle Güterkunden weg. Ein Intermezzo blieb die Wiederaufnahme des Reiseverkehrs Freiberg–Brand-Erbisdorf zwischen dem 28. August 1997 und dem 23. Mai 1998, da von Seiten des verantwortlichen ÖPNV-Aufgabenträgers Landesverkehrsgesellschaft Sachsen eine fristgerechte Abbestellung des Reiseverkehrs versäumt worden war.
Im Mai 2000 ging die verbliebene Eisenbahninfrastruktur Berthelsdorf–Brand-Erbisdorf für 20 Jahre per Pachtvertrag an das private Eisenbahninfrastrukturunternehmen RP-Eisenbahn über. Der verbliebene Güterverkehr für das Preß- und Schmiedewerk kam im Jahr 2012 zum Erliegen.
Zum Bergstadtfest in Freiberg am 25. und 26. Juni 2016 verkehrten erstmals seit 1998 wieder Reisezüge zwischen Freiberg und Brand-Erbisdorf. Die Sonderfahrten waren von der Interessengemeinschaft „Perspektiven zum Erhalt der Bahnstrecke Freiberg–Holzhau“ organisiert worden. Zum Einsatz kam ein historischer Zug der Eisenbahn-Bau- und Betriebsgesellschaft Pressnitztalbahn (PRESS). Vom 23. bis 25. Juli 2021 wurde die Strecke ebenfalls wieder befahren, diesmal im Rahmen des Bergstadtsommers mit Fahrzeugen der City-Bahn Chemnitz.

## Streckenbeschreibung

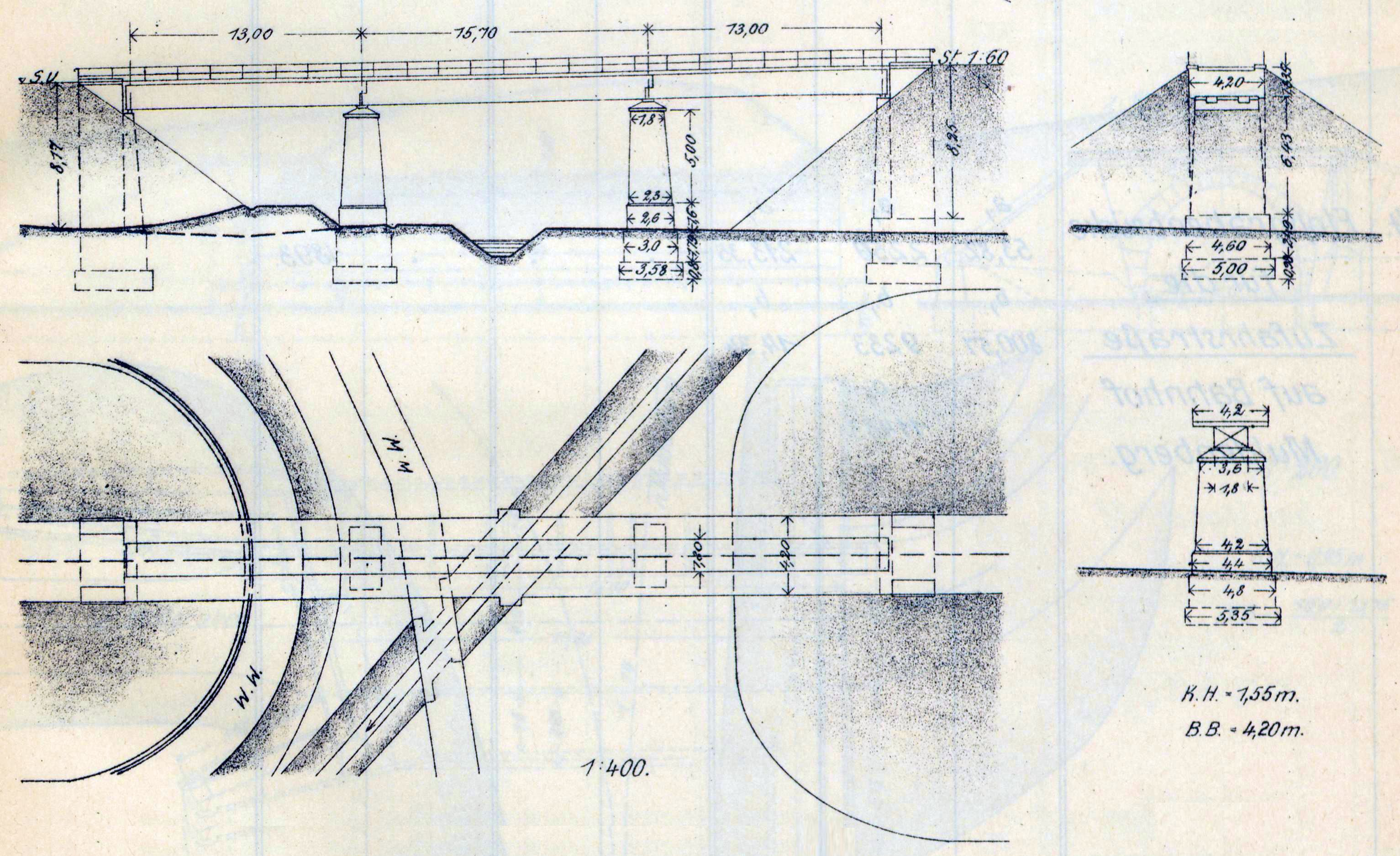
Brücke Münzbach (1911)

### Verlauf
Die Strecke beginnt im Bahnhof Berthelsdorf an der Bahnstrecke Nossen–Moldau und führt zunächst in westlicher Richtung durch das Freiberg-Brander Bergrevier nach Brand-Erbisdorf. Die weitere, heute stillgelegte Strecke führte von Brand-Erbisdorf in südlicher Richtung, wobei die Trasse im Wesentlichen dem Kohlbach-Kunstgraben – einem Bergwerkswasserkanal – folgte. Der Endbahnhof Großhartmannsdorf befand sich nördlich des Ortskernes an der heutigen Bundesstraße 101.

### Betriebsstellen
Berthelsdorf (Erzgeb) ⊙
Der Bahnhof Berthelsdorf (Erzgeb) bestand als Haltestelle seit der Eröffnung der Strecke Nossen–Bienenmühle im Jahr 1875. Nach dem Bau der hier abzweigenden Bahnstrecke Berthelsdorf–Großhartmannsdorf wurde die Station 1905 zum Bahnhof erhoben. Sie trug folgende Namen:
- bis 1893: Berthelsdorf
- bis 1899: Berthelsdorf bei Brand
- bis 1911: Berthelsdorf i Erzgeb
- seit 1911: Berthelsdorf (Erzgeb)

Zug ⊙

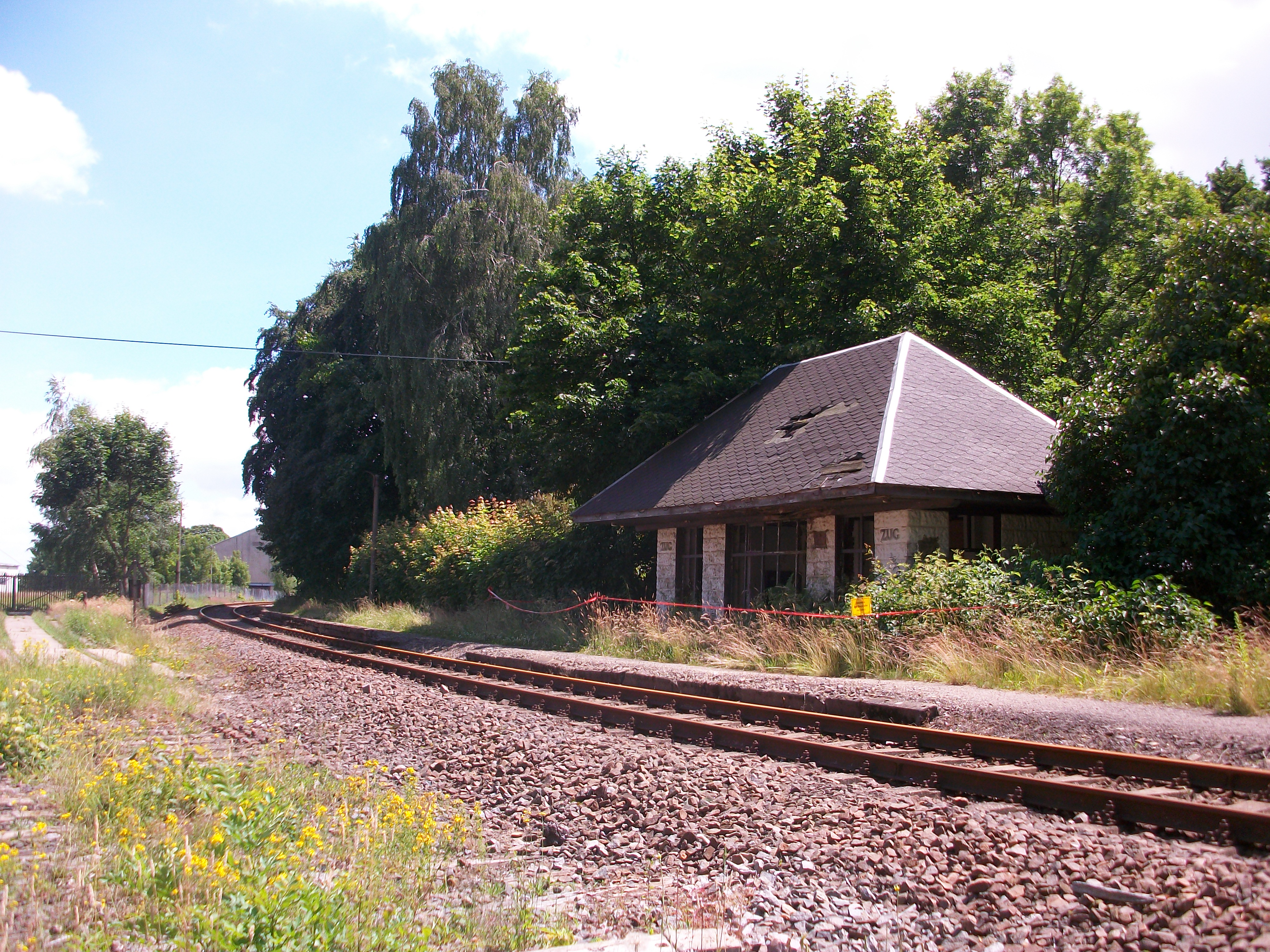
Haltepunkt Zug (2016)

Der Haltepunkt Zug wurde am 1. Mai 1901 eingerichtet. Unweit des Haltepunktes begann die in den 1960er Jahren gebaute, fast zwei Kilometer lange Anschlussbahn des Lampenherstellers NARVA Brand-Erbisdorf. An dieser befand sich ab 1984 ein werkseigener, aber öffentlicher Containerbahnhof. Am 24. Mai 1998 wurde der Haltepunkt außer Betrieb genommen. Die Gleise und die Wartehalle sind am Standort noch vorhanden.
Brand-Erbisdorf ⊙

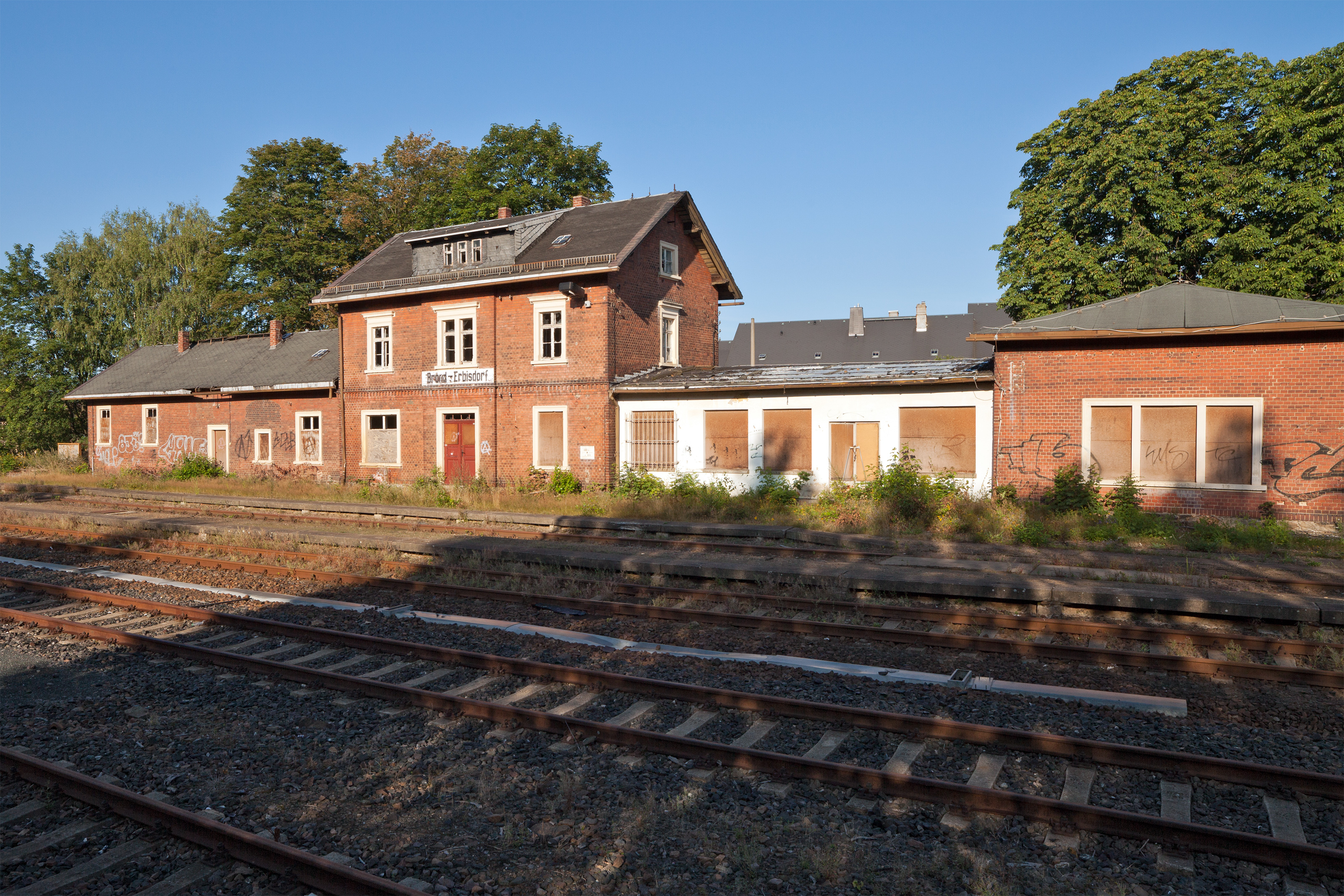
Bahnhof Brand-Erbisdorf (2012)

Der Bahnhof Brand-Erbisdorf ist der größte Bahnhof der Strecke. Er wurde am 15. Juli 1890 in Betrieb genommen. Im Bahnhof Brand-Erbisdorf zweigte die Bahnstrecke Brand-Erbisdorf–Langenau ab. Der Bahnhof trug folgende Namen:
- bis 1911: Brand bei Freiberg
- bis 1912: Brand b Freiberg (Sa)
- seit 1912: Brand-Erbisdorf (1912: Vereinigung von Brand und Erbisdorf)

Seit der Einstellung des Personenverkehrs im Jahr 1998 dient der Bahnhof nur noch dem Güterverkehr. Direkt am Bahnhof beginnt die Anschlussbahn des Preß- und Schmiedewerks, des letzten noch verbliebenen Güterkundens an der Strecke.
Müdisdorf ⊙
Der Haltepunkt Müdisdorf wurde am 15. Juli 1890 eröffnet. Er befand sich etwas abgelegen des Orts im Nordwesten in der Nähe des Kohlbach-Kunstgrabens. Am 3. Dezember 1973 ging die Station außer Betrieb. Heute erinnert nur noch der „Bahnweg“ in Müdisdorf an den einstigen Halt.
Großhartmannsdorf ⊙

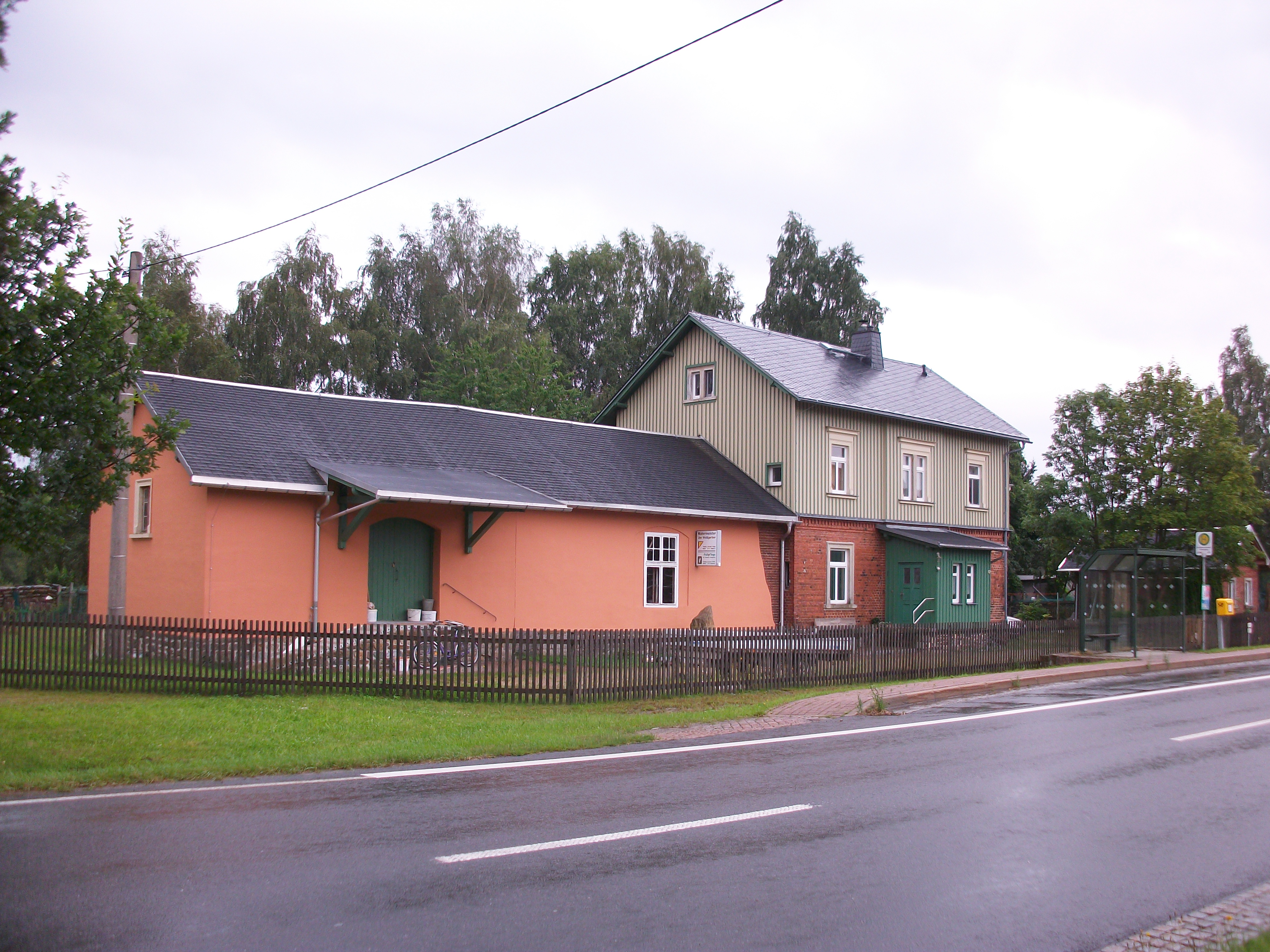
Bahnhof Großhartmannsdorf (2016)

Die Haltestelle Großhartmannsdorf wurde am 15. Juli 1890 eröffnet und 1905 zum Bahnhof gewidmet. Er lag direkt an der heutigen Bundesstraße 101 (Silberstraße). Am 3. Dezember 1973 ging die Station außer Betrieb. Am Standort sind das Empfangsgebäude, der Güterschuppen und weitere Wirtschaftsgebäude bis in die Gegenwart erhalten geblieben. Die Bahnhofsgaststätte lädt bis heute zu einem Besuch ein.

## Fahrzeugeinsatz
In den ersten Betriebsjahren wurde sämtlicher Verkehr mit den zweifach gekuppelten Sekundärbahnlokomotiven der Gattung VII T abgewickelt. Belegt ist die Stationierung der Lokomotive KIRCHWEGR in Großhartmannsdorf. Später setzten die Königlich Sächsischen Staatseisenbahnen auch Lokomotiven der Gattungen IIIb und V T ein, die auf anderen Strecken entbehrlich wurden. 
In Regie der Deutschen Reichsbahn kamen ab Ende der Zwanziger Jahre ehemals preußische T 9.3 (Baureihe 91) zum Einsatz, die in den 1960er Jahren durch die Baureihe 86 abgelöst wurden. Seit den 1970er Jahren wurde sämtlicher Verkehr mit den Diesellokomotiven der DR-Baureihe 110 (spätere Baureihe 202) abgewickelt. DB Schenker Rail setzte im verbliebenen Güterverkehr Lokomotiven der Baureihen 298 und 294 ein.